# Chudenín

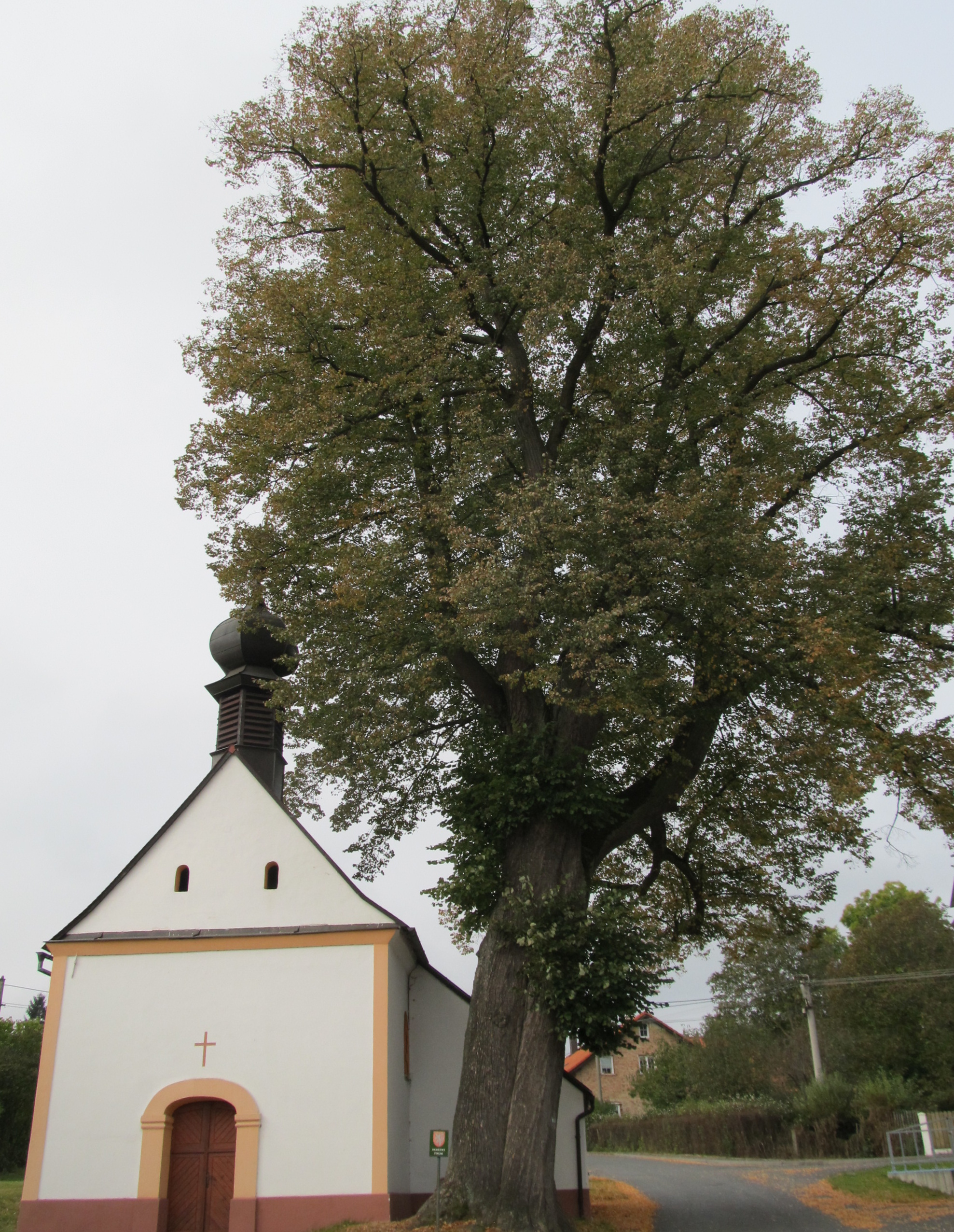
Kapelle der Jungfrau Maria und Linde in Chudenín

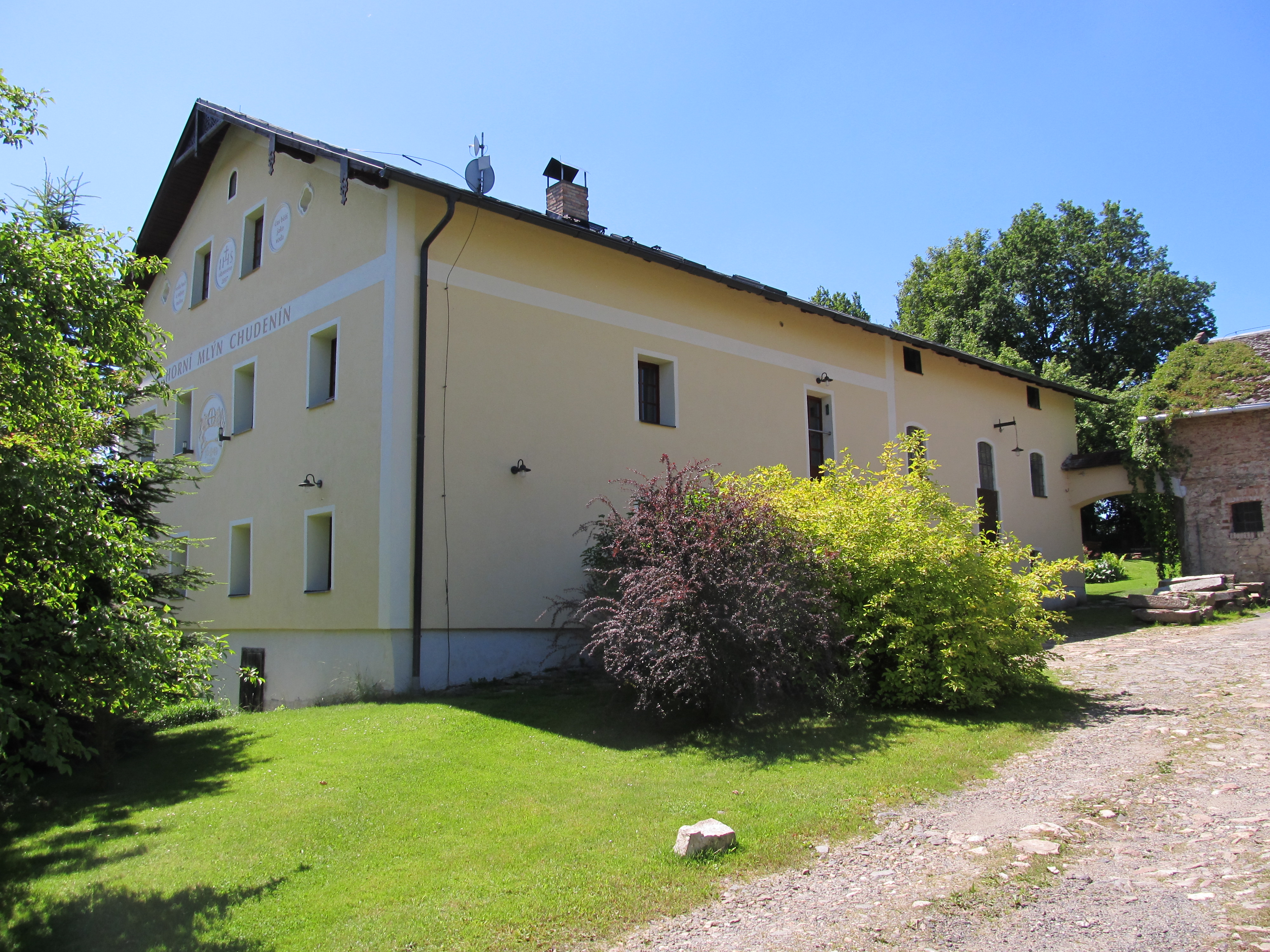
Obere Mühle in Chudenín

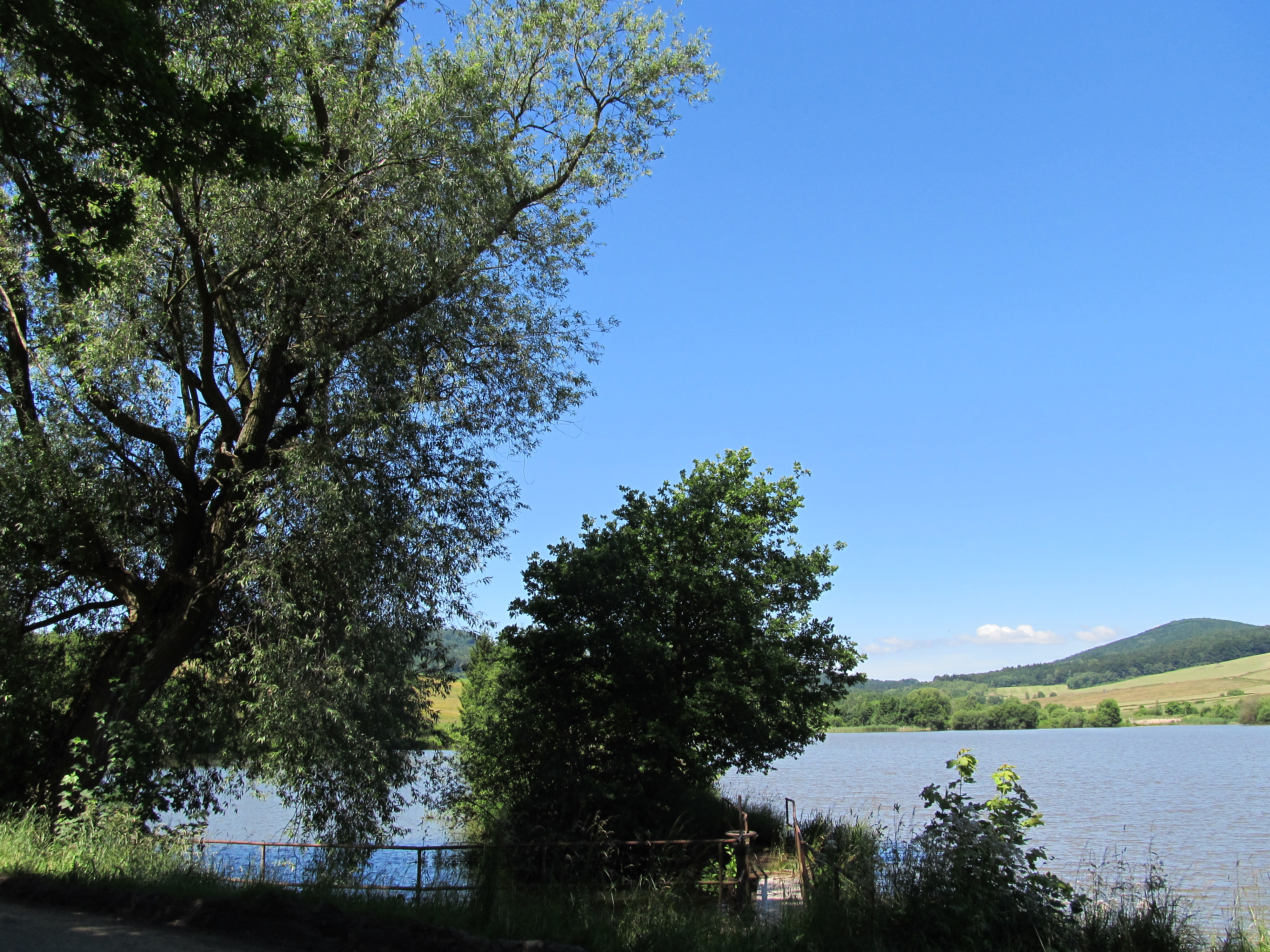
Chudenínský rybník

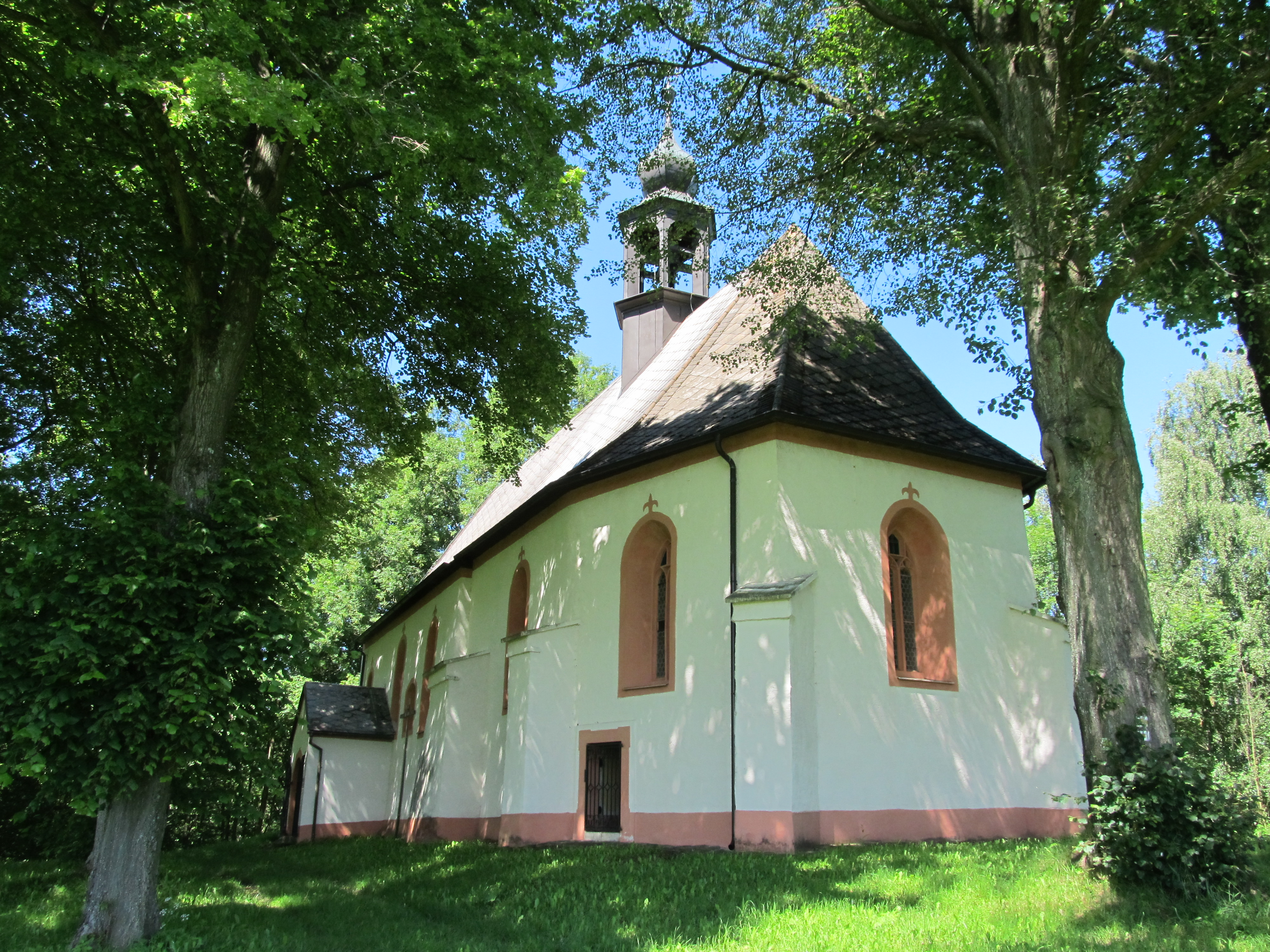
Kirche des hl. Leonhard in Uhliště

Chudenín (deutsch Chudiwa) ist eine Gemeinde in Tschechien. Sie liegt drei Kilometer westlich von Nýrsko an der deutschen Grenze und gehört zum Okres Klatovy.

## Geographie
Chudenín befindet sich im Nordosten der Všerubská vrchovina auf einer Anhöhe zwischen den Tälern der Chodská Úhlava (Chodenanglbach) und ihres Zuflusses Chudenínský potok (Aubacherl). Nördlich erheben sich die Orlovická hora (723 m) und die Havranice (665 m), im Süden der Hraničář (Rantscher, 833 m), südwestlich der Kameňák (Steinwald, 751 m), im Westen der Ratiště / Stangenruck (677 m) sowie nordwestlich der Lišák (Plattenberg, 710 m) und der Jezvinec (Gewintzyberg, 739 m). Am nördlichen Ortsrand liegt der Teich Chudenínský rybník. Gegen Süden erstreckt sich im Künischen Gebirge das Landschaftsschutzgebiet Šumava, durch Chudenín führt die Staatsstraße II/190 zwischen Nýrsko und Všeruby.
Nachbarorte sind Orlovice und Na Dvorcích im Norden, Dvorce na Strání, Hadrava und Bystřice nad Úhlavou im Nordosten, Nýrsko im Osten, Skelná Huť im Südosten, Suchý Kámen und Uhliště im Süden, Svatá Kateřina, Spandlberg, Atzlern, Neukirchen beim Heiligen Blut, Vorderbuchberg und Anger im Südwesten, Zadní Fleky, Střední Fleky, Přední Fleky und Červené Dřevo im Westen sowie Sruby, Liščí und Chalupy im Nordwesten.

## Geschichte
Chudenín wurde wahrscheinlich um 1550 durch die Herren von Schwanberg, an die die Chodenherrschaft zwischen 1482 und 1572 verpfändet war, gegründet und mit Choden aus Pocinovice besiedelt. Die erste urkundliche Erwähnung von Na Chudonině erfolgte im Jahre 1564 in einem Verzeichnis der Abgaben von Pocinovice. In einer anlässlich der Unterstellung der Chodenherrschaft unter die Verwaltung der Stadt Taus am 26. Juli 1579 durch die kaiserlichen Kommissäre gefertigten Beschreibung der Herrschaft wurde Chudienino als neu angelegtes Dorf in den königlichen Wäldern mit fünf Anwesen und einem Teich aufgeführt. Die Stadt Taus ließ die Herrschaft mit Siedlern aus Bayern ausbauen und gründete außerdem zehn neue Dörfer, darunter Flecken, Fuchsberg, Rothenbaum und Hadruwa, deren Bewohner sukzessive die gleichen Rechte erlangten wie die chodischen Dörfer. Der Chodenanglbach bildete die Grenze zur Herrschaft Bistritz an der Angel. Die deutschen Bewohner gaben dem Dorf den Namen Chudiwa. Die Siedler waren Protestanten, gepfarrt war Chudiwa zur utraquistischen Kirche in Loučim. Nach der Schlacht am Weißen Berg verlor die Stadt Taus ihre Rechte an der Chodenherrschaft, 1621 wurde diese zunächst an Heinrich Burian von Guttenstein, der auch die Herrschaft Riesenberg-Zahořan an sich gebracht hatte, verpfändet.  Noch im selben Jahre ging das Pfand an Wolf Wilhelm Lamminger von Albenreuth, der die Chodenherrschaft 1630 eigentümlich auskaufte.
In der berní rula von 1654 sind für Chudiwa 17 Bauern, von denen sechs den Nachnamen Zürhuet trugen, und ein Gärtner aufgeführt. Ein Gehöft lag wüst, außerdem diente eine Chaluppe als obrigkeitliches Hegerhaus. Der Bauer Leonhart Reusser betrieb zudem eine einradige Mühle, die jedoch, seit die Besitzer der Herrschaft das Aubacherl direkt in den herrschaftlichen Fischteich eingeleitet hatten, an Aufschlagwassermangel litt. Südlich von Chudiwa wurde im 17. und 18. Jahrhundert die Eisenerzgrube "Zur Hilfe Gottes" betrieben. Nach dem Tod des Wolf Maximilian Laminger von Albenreuth verkauften dessen Witwe und seine zwei Töchter 1697 die Herrschaften Chodenschloß, Kauth und Zahoran an Johann Philipp und Heinrich Georg von Stadion. Die Reichsgrafen von Stadion erhoben die Allodialherrschaft Kauth und Chodenschloß zum Familienfideikommiss. Im Jahre 1819 wurde in Chudiwa eine Expositur der Rothenbaumer Dorfschule eingerichtet. 1830 wurde die neue Straße zwischen Neuern und Neumark hergestellt, zuvor führte der Weg nach Neumark über Flecken und Rothenbaum. Im Jahre 1848 wurde die Schule eigenständig in nahm den ganzjährigen Unterricht auf.
Nach der Aufhebung der Patrimonialherrschaften bildete Chudiwa / Chudiva ab 1850 einen Ortsteil der Gemeinde Rothenbaum im Gerichtsbezirk Neuern. Zu dieser Zeit lebten in dem Dorf 388 Personen. Ab 1854 gehörte das Dorf zum Bezirk Neuern und nach dessen Aufhebung im Jahre 1870 zum Bezirk Klattau. 1861 wurde ein neues Schulhaus eingeweiht. Im Jahre 1869 war die Einwohnerzahl von Chuduwa auf 400 angewachsen. 1880 lebten in den 50 Häusern von Chudiwa 410 Einwohner. 1894 löste sich Chudiwa von Rothenbaum los und bildete mit den Ortsteilen Am Haus und Waffenhammer eine eigene Gemeinde. 1897 lebten in den 51 Häusern von Chudiwa / Chuděníno bzw. Chudiva 388 Personen; im Ort gab es eine einklassige Schule, zwei Brettsägen, drei Mühlen, eine Kapelle und einen stillgelegten Eisenhammer. Pfarrort war Rothenbaum. Nach der Aufnahme des zweiklassigen Unterrichts war die Schule zu klein, deshalb erfolgte 1915 der Bau eines neuen größeren Schulhauses. 1921 hatte der Ort 433 Einwohner. Der tschechische Name Chudenín wurde 1924 eingeführt. 1930 lebten in Chudiwa 422 Personen. Nach dem Münchner Abkommen wurde Chudiwa 1938 an das Deutsche Reich angeschlossen und gehörte zwischen 1939 und 1945 zum Landkreis Markt Eisenstein. Im Jahre 1939 hatte die Gemeinde 400 Einwohner. Nach dem Ende des Zweiten Weltkrieges kam Chudenín zur Tschechoslowakei zurück. 1945 wurde der Nationalausschuss Chudenín errichtet, an den auch die Dörfer Dvorce, Fleky und Liščí angeschlossen wurden. In dieser Zeit begann auch die Ansiedlung von tschechischer Bevölkerung. Am 1. Jänner 1946 nahm in Chudenín eine einklassige tschechische Schule den Unterricht auf. Zwischen 1946 und Januar 1947 wurden sämtliche Deutsche aus Chudenín vertrieben und vom Bahnhof Nýrsko in das Durchgangslager Alžbětín abtransportiert. Zwischen 1948 und 1953 wurde der Ort sukzessive an das Elektrizitätsnetz angeschlossen. 1950 lebten in den 62 Häusern von Chudenín nur noch 180 Menschen. Im Zuge der Errichtung des Eisernen Vorhangs wurden die grenznahen Ortschaften Dolní Hutě (Unterhütten), Horní Hutě (Oberhütten) und Hvězda sowie weitere Höfe geräumt und zerstört. 1949 wurden Fleky (mit Hvězda), Červené Dřevo und Liščí eingemeindet. Der Grenzübergang Svatá Kateřina blieb zunächst weiter bestehen, wurde aber stark bewacht. 1960 erfolgte die Eingemeindung von Hadrava, Skelná Huť (mit Suchý Kámen) und Uhliště (mit Radošín und Svatá Kateřina). Zu Beginn der 1960er Jahre wurde die Grenze zur Bundesrepublik Deutschland ganz geschlossen. 1961 hatte Chudenín 230 Einwohner, 1970 waren es 208. Die Kirche der hl. Katharina und das Pfarrhaus in Svatá Kateřina wurden in den 1960er Jahren von der Armee gesprengt, in den 1970er Jahren erfolgte der Abriss eines Großteils des grenznahen Dorfes. Auch in Červené Dřevo, Fleky und Liščí wurden die meisten Häuser abgerissen. 1980 lebten in den 42 Häusern von Chudenín 186 Personen, die Gemeinde hatte insgesamt 554 Einwohner. Nach der Samtenen Revolution wurden 1993 der PKW-Grenzübergang Svatá Kateřina / Geleitsbach und 1996 der Wandergrenzübergang Fleky / Hofberg eröffnet. 1995 lebten in der Gemeinde einschließlich der Ortsteile 593 Personen, im Jahre 2000 waren es 571.

## Gemeindegliederung
Die Gemeinde Chudenín besteht aus den Ortsteilen Chudenín (Chudiwa), Fleky (Flecken), Hadrava (Hadruwa), Liščí (Fuchsberg), Skelná Huť (Glashütten), Suchý Kámen (Dörrstein), Svatá Kateřina (St. Katharina) und Uhliště (Kohlheim). Grundsiedlungseinheiten sind Chudenín, Fleky, Hadrava, Hvězda (Sternhof), Liščí, Skelná Huť, Suchý Kámen, Svatá Kateřina und Uhliště. Zu Chudenín gehören außerdem die Weiler und Einschichten Červené Dřevo (Rothenbaum), Dvorce na Strání, Na Dvorcích (Am Haus), Ovčín Radošín (Ratschin), Přední Fleky (Vorder Flecken), Prostřední Fleky (Mittel Flecken) und Zadní Fleky (Hinter Flecken).
Das Gemeindegebiet gliedert sich in die Katastralbezirke Chudenín, Fleky, Hadrava, Hvězda u Chudenína, Liščí u Chudenína, Skelná Huť, Suchý Kámen, Svatá Kateřina u Chudenína und Uhliště.

## Sehenswürdigkeiten
- Kapelle der Jungfrau Maria in Chudenín, erbaut 1834
- Kirche des hl. Leonhard bei Uhliště, sie entstand zwischen 1420 und 1430
- Kirche St. Josef in Hadrava, sie entstand 1878 anstelle einer der hl. Anastasia geweihten Kapelle. Beim Bau diente die 1973 abgerissene Kirche der Vierzehn Nothelfer in Nýrsko als Vorbild.
- Kapelle der Jungfrau Maria in Skelná Huť
- Kapelle des hl. Bernhard bzw. Bärenkapelle (Medvědí kaple) auf dem Kapellenberg bei Liščí, sie wurde durch Georg Kohlbeck aus Fuchsberg erbaut, der an der Stelle 1720 von einem Bären angegriffen wurde und das Tier nach einem schweren Kampf töten konnte
- Friedhof in Červené Dřevo, die zwischen 1676 und 1680 erbaute Kirche St. Maria Schmerzhafte Mutter brannte am 3. Mai 1953 aus, ihre Ruine wurde  zwischen dem 18. und 20. Dezember 1957 abgebrochen. Nach 1990 wurden die Grundmauern der Kirche freigelegt und ein Gedenkstein aufgestellt.
- Ruine der Burg Pajrek, südöstlich von Skelná Huť
- Linde auf dem Dorfplatz von Chudenín, die Winterlinde mit einem Stammumfang von 5,52 m und einer Kronhöhe von 33,5 m ist seit 1978 als Baumdenkmal geschützt
- Linde am Haus Nr. 16 in Hadrava, die Sommerlinde mit einem Stammumfang von 5,92 m und einer Kronhöhe von 23,5 m ist seit 1978 als Baumdenkmal geschützt

## Söhne und Töchter der Gemeinde
- Anton Schott (1866–1945), österreichischer Schriftsteller
- Wolfgang Zierhut (1886–1946), deutschböhmischer Politiker
- Sepp Skalitzky (1901–1992), deutscher Lyriker und Erzähler